# Santiago Menéndez
Santiago Menéndez Menéndez (Gijón, 10 de julio de 1959) es un economista español, inspector de Hacienda. Fue director de la Agencia Tributaria entre 2013 y 2018. 

## Trayectoria
Es sobrino del exministro y abogado Aurelio Menéndez. Está licenciado en Ciencias Económicas y Empresariales por la Universidad Autónoma de Madrid, pertenece a los Cuerpos Superiores de Inspectores de Hacienda del Estado y de Interventores y Auditores del Estado. 
Ha desempeñado su carrera profesional de forma íntegra dentro del Ministerio de Hacienda. Comenzó en la Intervención General de la Administración del Estado y luego en la Agencia Estatal de Administración Tributaria. Fue jefe de Unidad de Inspección en las delegaciones de Orense, Oviedo y Madrid; y director general del Departamento de Recaudación y delegado especial de la Agencia Estatal de la Administración Tributaria en Asturias. 
El 30 de enero de 2013 fue nombrado inspector jefe de la ONIF (Oficina Nacional de Investigación del Fraude).  Poco más tarde, en marzo de 2013 Cristóbal Montoro destituyó a los 5 jefes de inspección, entre ellos a Victor de la Morena, jefe de inspección responsable de la investigación de la trama Gürtel.
El 28 de junio de 2013 fue nombrado director general de la Agencia Tributaria, en sustitución de Beatriz Gloria Viana Miguel.
En diciembre de 2013, durante su periodo de dirección en la Agencia Estatal de Administración Tributaria, se produjo una serie de dimisiones como protesta por la destitución de una inspectora lo que abrió una crisis interna en este organismo. El conflicto se inició con el cese de la inspectora que investigaba un expediente tributario en la Delegación Central de Grandes Contribuyentes y había rechazado un recurso de una gran empresa multinacional cementera contra una sanción millonaria. Desavenencias con la política de nombramientos seguida por Menéndez, llevaron en diciembre de 2013 al director del Departamento de Inspección Financiera y Tributaria (Luis R. Jones Rodríguez) a presentar su dimisión. La crisis llegó hasta el Congreso de los Diputados, donde el ministro Montoro fue interpelado por el PSOE por este tema planteando la posibilidad de creación de una comisión de investigación sobre este asunto y en la que la diputada socialista Rodríguez Piñero calificó de "gravísima" la posibilidad de que la supuesta "presión" por parte de los responsables de la Agencia Tributaria para beneficiar a una gran empresa haya provocado la dimisión de algunos inspectores "por no aceptar las consignas para cambiar de decisión". 
Durante los cinco años que fue director general de la AEAT, incrementó las actuaciones contra el fraude fiscal.  También implementó el "Suministro Inmediato de Información" (SII) o la implantación de Renta WEB que facilita la confección y presentación de las declaraciones del Impuesto sobre la Renta. También impulsó la implantación de HERMES, una nueva aplicación de análisis de riesgos para mejorar la lucha contra el fraude.[cita requerida]
En cuanto a la vertiente sindical, su período de mandato se caracterizó por la consecución de acuerdos entre los que destacan la adhesión a los Planes Especiales de Intensificación de Actuaciones de 2014 y 2017
En junio de 2018 fue sustituido como director general de la Agencia por Jesús Gascón Catalán.

### Imputación judicial
El 16 de julio de 2025 se conoció su imputación por parte del Juzgado nº2 de Tarragona, en el marco de una investigación contra el exministro de Hacienda Cristóbal Montoro y 27 de sus colaboradores, por presuntamente beneficiar ilegalmente a diferentes empresas desde sus puestos en el Consejo de Ministros y en el Ministerio de Hacienda, coincidiendo el ejercicio de su cargo como director de la Agencia Tributaria en el periodo investigado.